# Reino Unido en los Juegos Paralímpicos de Sochi 2014
El Reino Unido estuvo representado en los Juegos Paralímpicos de Sochi 2014 por un total de doce deportistas, seis mujeres y seis hombres.

## Medallistas
El equipo paralímpico británico obtuvo las siguientes medallas:
| Nombre                                                          | Deporte                    | Evento                                      |
| --------------------------------------------------------------- | -------------------------- | ------------------------------------------- |
| Oro                                                             |                            |                                             |
| Kelly Gallagher                                                 | Esquí alpino               | Supergigante discapacidad visual femenino   |
| Plata                                                           |                            |                                             |
| Jade Etherington                                                | Esquí alpino               | Descenso discapacidad visual femenino       |
| Jade Etherington                                                | Esquí alpino               | Eslalon discapacidad visual femenino        |
| Jade Etherington                                                | Esquí alpino               | Supercombinada discapacidad visual femenino |
| Bronce                                                          |                            |                                             |
| Angie Malone Aileen Neilson Gregor Ewan Jim Gault Bob McPherson | Curling en silla de ruedas | Torneo mixto                                |
| Jade Etherington                                                | Esquí alpino               | Supergigante discapacidad visual femenino   |